# Hoya pseudoleytensis
Hoya pseudoleytensis är en oleanderväxtart som beskrevs av Kloppenb., G.Mend., Guevarra och Carandang. Hoya pseudoleytensis ingår i släktet Hoya och familjen oleanderväxter. Inga underarter finns listade i Catalogue of Life.